# Bob Shaw (sciencefictionschrijver)
Robert Shaw (Belfast, 31 december 1931 – Warrington (Engeland), 12 februari 1996) was een Brits sciencefictionschrijver en SF-fan. Hij schreef onder de namen Bob Shaw en BoSh.
Shaw verliet in de jaren 70 Noord-Ierland met vrouw en kinderen, omdat ze bezorgd waren over de politieke situatie. Shaw was opgeleid als ingenieur, maar werkte ook als journalist en vliegtuigontwerper voordat hij van schrijven zijn beroep maakte.
Shaw won de BSFA Award drie keer: in 1975 met de roman Orbitsville, in 1986 met de roman The Ragged Astronauts en in 1988 met het kort verhaal Dark Night in Toyland. Hij kreeg de Hugo Award in 1979 en 1980 als beste fan schrijver.
De meeste romans van Shaw zijn serieus, maar onder SF-fans was hij bekend om zijn humor. Elk jaar tijdens de Britse SF conventie, Eastercon, bracht hij een humorvolle speech, die zijn verzameld in A Load of Old BoSh (1995).